# San Luis de Palenque
San Luis de Palenque ist eine Gemeinde (municipio) im Departamento Casanare in Kolumbien.

## Geographie
San Luis de Palenque liegt in der Region der kolumbianischen Llanos östlich der Anden, 106 km von Yopal und 446 km von Bogotá entfernt. San Luis de Palenque liegt auf einer Höhe von etwa 180 Metern und hat eine Jahresdurchschnittstemperatur von etwa 26 °C. Die gesamte Gemeinde hat eine Fläche von 3052 km². Durch die Gemeinde fließt der Río Pauto und der Río Guanapalo, Nebenflüsse des Río Meta. Die Gemeinde grenzt im Norden an den Río Pauto und die Gemeinden Trinidad und Pore, im Süden an Orocué, im Osten an den Río Meta und das Departamento de Vichada (Santa Rosalía) und im Westen an Yopal und Nunchía.

## Bevölkerung
Die Gemeinde San Luis de Palenque hat 7951 Einwohner, von denen 2433 im städtischen Teil (cabecera municipal) der Gemeinde leben (Stand: 2019).

## Geschichte
San Luis de Palenque wurde 1953 am Ufer des Río Pauto gegründet und erhielt schon ein Jahr später den Status einer Gemeinde. Die erste Siedlergruppe bestand aus etwa 70 Familien, die aus dem von La Violencia betroffenen Guanapalo stammten.

## Wirtschaft
Der wichtigste Wirtschaftszweig von San Luis de Palenque ist die Rinderproduktion. Außerdem werden Landwirtschaft, Bergbau und Handel betrieben.

## Infrastruktur
San Luis de Palenque verfügt über zwei kleine Flugplätze. Zudem gibt es eine asphaltierte Straße von Yopal aus. Die Flüsse Pauto und Guanapalo sind schiffbar.